# Маленький лорд (Борген)
«Маленький лорд» (в оригинале норв. Lillelord) — первый роман трилогии норвежского писателя Юхана Боргена, написанный в 1955 году. В первой книге описывается становление характера главного героя Вилфреда Сагена, родившегося в начале XX века в богатой буржуазной семье. Два последующих романа, «Тёмные воды» (норв. De mørke kilder), 1956) и «Теперь ему не уйти» (норв. Vi har ham nå, 1957), описывают события в жизни главного героя и норвежского народа во время Первой и Второй мировых войн.
Роман переведён на множество иностранных языков, в том числе, на русский язык (переводчик Ю. Я. Яхнина) и языки народов Прибалтики.

## История
Роман появился в 1955 году и поначалу автор не имел намерения писать его продолжение. Но успех произведения привёл к появлению двух новых романов, в которых, в отличие от первой части трилогии, помимо становления характера главного героя рассматриваются и судьбы страны, вовлечённой в мировые войны. Хотя написание двух следующих романов и не входило в первоначальные планы, автору удалось закончить их всего за два года и органически связать все части трилогии между собой.
Роман «Маленький лорд» отчасти был задуман как пародия на детский роман о примерном и очень положительном мальчике «Маленький лорд Фаунтлерой», вышедший в свет в конце XIX века из-под пера Ф. Э. Бёрнетт.
На русском языке роман был издан впервые в 1968 году.

## Сюжет
Маленький лорд — детское прозвище главного героя романа Вилфреда Сагена, данное ему матерью за его внешнее сходство с ангелом. Необыкновенно одарённый мальчик, Вилфред родился в богатой буржуазной семье. С ранних лет он, в ряду других своих талантов, обнаруживает умение анализировать свои и чужие поступки, а также их мотивы. Это умение он использует, лицемерно «подстраиваясь» под каждого члена семьи, что позволяет ему оградить свой внутренний мир от внешнего вмешательства, а также манипулировать окружающими. И практически никто из его родственников не догадывается о странных выходках подростка. Среди «подвигов» Вилфреда — победа в столкновении с уличными мальчишками, ограбление табачной лавки во главе ватаги побеждённых, бесцельная кража сумки с газетами и поджог на хуторе. На удивление, все эти проделки сходят Вилфреду с рук.
По существу, у Вилфреда нет друзей, хотя он изредка снисходит до общения с простодушным одноклассником Андреасом или с группой ребят в посёлке у моря, где он часто проводил лето вместе с матерью. Вилфред слишком незауряден, чтобы находить удовольствие в общении со сверстниками. Пожалуй, единственный человек, вызывающий его искреннее восхищение — фру Фрисаксен, бедная пожилая женщина, живущая на берегу моря. Эта искренняя и добрая женщина обладает глубоким чувством собственного достоинства и чужда социальных условностей. Странно, что и его давно умерший отец (он покончил жизнь самоубийством) когда-то был очарован этой женщиной и даже имел от неё сына, Биргера, который был старше Вилфреда на шесть лет.
Воспоминание об отце сводилось для Вилфреда к лёгкому облачку сигарного дыма, но эта тема постоянно мучает его. Он любит бывать у Андреаса, чтобы понаблюдать за его отцом, вечерами спящим в кресле. Он мысленно разговаривает с отцовским портретом в своей комнате и, взрослея, постепенно начинает понимать собственного отца, ощущая с ним духовное родство.
В ходе взросления Вилфред сталкивается с проблемами взаимоотношений с учителями, сверстниками, матерью, другими родственниками, с девочкой-скрипачкой Мириам, в которую он почти влюблён. Пытаясь избежать фальши и лжи, в которых он всё больше запутывается, Вилфред убегает среди зимы в дачный посёлок к фру Фрисаксен. Но он находит её мёртвой, а сам чуть не погибает от холода. Последствием этого поступка стала долгая болезнь, приведшая к временной потере голоса. Но истинной, скрытой, причиной молчания Вилфреда оказалось полное нежелание разговаривать с окружающими.
Роман заканчивается сценой погони. Попавший в сомнительную компанию, избитый и ограбленный, Вилфред слышит пророческие слова, давшие название третьей части трилогии — теперь ему не уйти.